# Arthur Tell Schwab
Arthur Tell Schwab, född 4 september 1896 i Sachsen, död 27 februari 1945 i Baden-Württemberg, var en schweizisk friidrottare.
Schwab blev olympisk silvermedaljör på 50 kilometer gång vid sommarspelen 1936 i Berlin.